# Robustanoplodera lepesmei
Robustanoplodera lepesmei är en skalbaggsart som först beskrevs av Maurice Pic 1956.  Robustanoplodera lepesmei ingår i släktet Robustanoplodera och familjen långhorningar. Inga underarter finns listade i Catalogue of Life.